# UPower
UPower — абстрактный D-Bus-интерфейс для перечисления батарей и прочих источников энергии, подписки на события этих источников и запроса истории событий и статистики, а также некоторых других связанных с энергоснабжением и энергосбережением действий.
UPower-демон размещается на системной D-Bus-шине под именем org.freedesktop.UPower, и любое приложение может получить к нему доступ. Возможность выполнения некоторых операций, таких как перевод системы в спящий режим, может быть ограничен при помощи PolicyKit.
Ранее UPower входил в проект DeviceKit, призванный заменить объявленный устаревшим HAL.
В настоящее время UPower используется в Fedora (начиная с версии 16), Ubuntu, openSUSE (начиная с версии 11.3) и ряде других дистрибутивов, а также в ряде проектов, например, в Solid.